# Edward Hastings Chamberlin
Edward Hastings Chamberlin   (Washington, 18 de maig de 1899 - Cambridge, 16 de juliol de 1967) fou un economista nord-americà. Nasqué a La Conner (Washington).
Estudià primer a la Universitat d'Iowa (on fou influenciat per Frank H. Knight), i continuà en altres graus a les universitats de Michigan, i la d'Universitat Harvard on es graduà el 1927.
Ha fet motes contribucions en teoria econòmica moderna, particularment en el camp de la competència econòmica. Potser la seva contribució més significativa fou la teoria de competència monopolística. Chamberlin publicà The Theory of Monopolistic Competition el 1933, el mateix any que Joan Robinson publicà The Economics of Imperfect Competition; ambdós economistes es consideren els pares de la teoria econòmica de la competència imperfecta.

## Treballs
- The Theory of Monopolistic Competiton (1933)
- Toward a More General Theory of Value (1957)